# عملة فلبينية من فئة عشرين سنتافو
كانت عملة العشرين سنتافو الفلبينية (20 سنتًا) إحدى فئات البيزو الفلبيني. استُبدلت عملة الخمس (1/5) بيزو من قِبل كلٍّ من الإسبان والأمريكيين خلال الحقبة الاستعمارية للفلبين. استُبدلت بعملة ورقية من نفس الفئة طُرحت بالتزامن مع تأسيس البنك المركزي الفلبيني (بانجكو سينترال نغ بيليبيناس) عام 1949 ثم استُبدلت بعملة الخمسة والعشرين سنتافو .

## التاريخ

### الفترة الإسبانية (1864–1885)

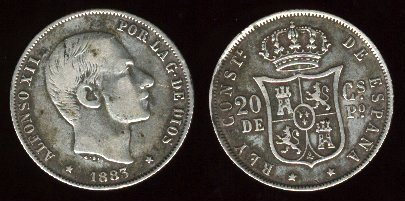
20 سنتيموس الحكم الإسباني (1883)

طُرحت عملة العشرين سنتافو في الفلبين في عهد الملكة إيزابيل الثانية ملكة إسبانيا. لم تكن هذه العملة متوفرة بكثرة حتى عام ١٨٦٨ حيث صُنعت أكثر من مليون عملة وأصبح عام ١٨٦٨ عامًا شائعًا لسكّ عملة العشرين سنتافو. واصل الملك ألفونسو الثاني عشر ملك إسبانيا سكّ هذه العملة خلال الفترة من ١٨٨٠ إلى ١٨٨٥.

### الفترة الأمريكية (1903–1945)
خلال الفترة الأمريكية في البلاد أعيد طرح عملة العشرين سنتافو في عام 1903. وكانت تحتوي على 90% فضة و10% نحاس ووزنها 5.3849 جرامًا وقطرها 23 مليمترًا. وفي عام 1908 خفض قطر العملة إلى 20.86 مليمترًا وكان محتوى الفضة في تلك العملة 75%. وفي عهد كومنولث الفلبين غير الرمز الموجود على الجانب الخلفي من العملة في عام 1937 وانتهى إنتاج العملة خلال عام 1945. ومنذ ذلك الحين لم تنتج العملة حتى توجد خطط لإعادة طرح عملة العشرين سنتافو من قبل بنك الفلبين المركزي.
|            | الفلبين تحت السيادة الأمريكية (1898–1935) | قضايا الكومنولث (1935–1945) |
| ---------- | ----------------------------------------- | --------------------------- |
| وجه العملة |                                           |                             |
| يعكس       |                                           |                             |